# Курчанская
Курча́нская — станица в Темрюкском районе Краснодарского края. Административный центр Курчанского сельского поселения.

## География
Станица расположена в 14 км к юго-востоку от города Темрюк, на юго-восточном побережье Курчанского лимана, в дельте Кубани. 

## История
«В 1795 году на берегу Курки был поставлен сторожевой пост, оборудованный вышкой для казака — наблюдателя с «маяком» — вестником тревоги на границе, и «фигурой» — высокой жердью в куче хвороста обмотанной соломой и политой смолой. В случае тревоги в ночное время «фигуру» зажигали и она освещала поле боя, и была знаком о нападении врага для следующего сторожевого поста за несколько верст. Здесь же, на сторожевом посту была построена и хата-мазанка для гарнизона казаков, численность которого была от 50 до 200 верховых казаков, здесь же нередко была и пушка — казачья артиллерия.
«Таков был сторожевой пост на границе, где жизнь была очень не спокойной. Жившие здесь горцы совершали набеги на казачьи поселения, уводили лошадей, убивали или брали в плен казаков. Чтобы как-то защититься от черкесов,  люди старались селиться как можно ближе к сторожевому посту, под защиту казаков. Так постепенно вокруг постов на границе стали появляться хутора. На Курке тоже появились хутора, которые назывались Курчанскими. В 1803 году горцы совершили набег на Курчанские хутора силой до 200 человек. Но казаки, проявив мужество и стойкость, отбили атаку врага, защитили свои семьи и дворы. Но весной 1807 года горцы после ожесточенного боя прорвались в Курчанские хутора. Это была настоящая беда: погибли казаки — защитники, были взяты в плен женщины и дети, разрушены полностью сторожевые укрепления. И так было неоднократно. Для того, чтобы бороться с врагом сообща в 1865 году хутора были объединены в станицу Курчанскую.»
Статья из ЭСБЕ:
«Курчанская — станица Кубанской области, Темрюкского отдела. Жителей 2348 человек, церковь, школа; торгово-промышленных заведений 5, фабрик и заводов 7.»
Великая Отечественная война
20 сентября 1943 года в районе станицы Курчанская, под пулеметным огнём противника, пропуская наши наступающие части вперед, красноармеец Яковлев Иван Иванович сделал один проход в проволочном заграждении и один проход в минном поле, где снял 25 мин противника.
Сапер Яковлев за выполнение боевых заданий, 02.11.1943 года был представлен командиром 343-го отдельного саперного батальона 316-й Темрюкской стрелковой дивизии капитаном Толстопятовым к правительственной награде. Яковлев И. И. за этот подвиг был награждён медалью «За Отвагу».
В станице родился Герой Советского Союза Павел Кашурин, после войны он жил в ней до самой смерти в 1994 году. 

## Население
| 1979 | 2002  | 2010  | 2021  |
| ---- | ----- | ----- | ----- |
| 5722 | ↗6277 | ↗6600 | ↗6703 |

## Экономика
В станица развито виноградарство и действует винзавод «Кубань». Также имеются рисовые чеки, и градообразующее предприятие — магазин "Золушка" (учредители — Светлана и Андрей Капинчевы)

## В кинематографе
В станице проходили съемки сериала "Анжелика".